# Đội tuyển bóng đá U-17 quốc gia Brasil
Đội tuyển bóng đá U-17 quốc gia Brasil, còn gọi là U-17 Brasil hoặc Seleção Sub-17, là đại diện của bóng đá Brasil ở cấp độ dưới 17 tuổi và được quản lý bởi Liên đoàn bóng đá Brasil. Huấn luyện viên trưởng của họ là Carlos Amadeu.

## Kỷ lục giải thi đấu
- Một màu nền vàng chỉ ra rằng Brasil đã đoạt giải đấu.

### Giải vô địch bóng đá U-17 thế giới
| Kỷ lục giải vô địch bóng đá U-17 thế giới | Kỷ lục giải vô địch bóng đá U-17 thế giới | Kỷ lục giải vô địch bóng đá U-17 thế giới | Kỷ lục giải vô địch bóng đá U-17 thế giới | Kỷ lục giải vô địch bóng đá U-17 thế giới | Kỷ lục giải vô địch bóng đá U-17 thế giới | Kỷ lục giải vô địch bóng đá U-17 thế giới | Kỷ lục giải vô địch bóng đá U-17 thế giới | Kỷ lục giải vô địch bóng đá U-17 thế giới |
| Năm                                       | Vòng                                      | Vị trí                                    | St                                        | T                                         | H*                                        | B                                         | BT                                        | BB                                        |
| ----------------------------------------- | ----------------------------------------- | ----------------------------------------- | ----------------------------------------- | ----------------------------------------- | ----------------------------------------- | ----------------------------------------- | ----------------------------------------- | ----------------------------------------- |
| 1985                                      | Hạng ba                                   | 3rd                                       | 6                                         | 4                                         | 0                                         | 2                                         | 13                                        | 8                                         |
| 1987                                      | Vòng bảng                                 | 14th                                      | 3                                         | 0                                         | 2                                         | 1                                         | 0                                         | 1                                         |
| 1989                                      | Tứ kết                                    | 8th                                       | 4                                         | 2                                         | 1                                         | 1                                         | 5                                         | 3                                         |
| 1991                                      | Tứ kết                                    | 6th                                       | 4                                         | 3                                         | 0                                         | 1                                         | 8                                         | 2                                         |
| 1993                                      | Không vượt qua vòng loại                  | Không vượt qua vòng loại                  | Không vượt qua vòng loại                  | Không vượt qua vòng loại                  | Không vượt qua vòng loại                  | Không vượt qua vòng loại                  | Không vượt qua vòng loại                  | Không vượt qua vòng loại                  |
| 1995                                      | Á quân                                    | 2nd                                       | 6                                         | 4                                         | 0                                         | 2                                         | 6                                         | 3                                         |
| 1997                                      | Vô địch                                   | 1st                                       | 6                                         | 6                                         | 0                                         | 0                                         | 21                                        | 2                                         |
| 1999                                      | Vô địch                                   | 1st                                       | 6                                         | 2                                         | 4                                         | 0                                         | 8                                         | 4                                         |
| 2001                                      | Tứ kết                                    | 5th                                       | 4                                         | 3                                         | 0                                         | 1                                         | 11                                        | 4                                         |
| 2003                                      | Vô địch                                   | 1st                                       | 6                                         | 5                                         | 1                                         | 0                                         | 15                                        | 1                                         |
| 2005                                      | Á quân                                    | 2nd                                       | 6                                         | 4                                         | 0                                         | 2                                         | 16                                        | 11                                        |
| 2007                                      | Vòng 16 đội                               | 10th                                      | 4                                         | 1                                         | 1                                         | 2                                         | 14                                        | 4                                         |
| 2009                                      | Vòng bảng                                 | 17th                                      | 3                                         | 1                                         | 0                                         | 2                                         | 3                                         | 4                                         |
| 2011                                      | Hạng tư                                   | 4th                                       | 7                                         | 4                                         | 1                                         | 2                                         | 15                                        | 12                                        |
| 2013                                      | Tứ kết                                    | 5th                                       | 5                                         | 4                                         | 1                                         | 0                                         | 19                                        | 4                                         |
| 2015                                      | Tứ kết                                    | 6th                                       | 5                                         | 3                                         | 0                                         | 2                                         | 5                                         | 5                                         |
| 2017                                      | Hạng ba                                   | 3rd                                       | 7                                         | 6                                         | 0                                         | 1                                         | 14                                        | 5                                         |
| 2019                                      | Vô địch                                   | 1st                                       | 7                                         | 7                                         | 0                                         | 0                                         | 19                                        | 6                                         |
| 2023                                      | Tứ kết                                    | 6th                                       | 5                                         | 3                                         | 0                                         | 2                                         | 16                                        | 8                                         |
| Tổng số                                   | 18/19                                     | 4 lần vô địch                             | 94                                        | 63                                        | 11                                        | 20                                        | 215                                       | 88                                        |

### Giải vô địch bóng đá U-17 Nam Mỹ
| Kỷ lục giải vô địch bóng đá U-17 Nam Mỹ | Kỷ lục giải vô địch bóng đá U-17 Nam Mỹ | Kỷ lục giải vô địch bóng đá U-17 Nam Mỹ | Kỷ lục giải vô địch bóng đá U-17 Nam Mỹ | Kỷ lục giải vô địch bóng đá U-17 Nam Mỹ | Kỷ lục giải vô địch bóng đá U-17 Nam Mỹ | Kỷ lục giải vô địch bóng đá U-17 Nam Mỹ | Kỷ lục giải vô địch bóng đá U-17 Nam Mỹ | Kỷ lục giải vô địch bóng đá U-17 Nam Mỹ |
| Năm                                     | Vòng                                    | St                                      | T                                       | H*                                      | B                                       | BT                                      | BB                                      |                                         |
| --------------------------------------- | --------------------------------------- | --------------------------------------- | --------------------------------------- | --------------------------------------- | --------------------------------------- | --------------------------------------- | --------------------------------------- | --------------------------------------- |
| 1985                                    | Á quân                                  | 8                                       | 7                                       | 0                                       | 1                                       | 32                                      | 4                                       |                                         |
| 1986                                    | Á quân                                  | 7                                       | 1                                       | 6                                       | 0                                       | 6                                       | 5                                       |                                         |
| 1988                                    | Vô địch                                 | 7                                       | 6                                       | 1                                       | 0                                       | 14                                      | 1                                       |                                         |
| 1991                                    | Vô địch                                 | 7                                       | 5                                       | 0                                       | 2                                       | 18                                      | 6                                       |                                         |
| 1993                                    | Hạng tư                                 | 7                                       | 4                                       | 2                                       | 1                                       | 13                                      | 9                                       |                                         |
| 1995                                    | Vô địch                                 | 7                                       | 6                                       | 0                                       | 1                                       | 19                                      | 4                                       |                                         |
| 1997                                    | Vô địch                                 | 7                                       | 5                                       | 2                                       | 0                                       | 20                                      | 7                                       |                                         |
| 1999                                    | Vô địch                                 | 6                                       | 5                                       | 1                                       | 0                                       | 17                                      | 6                                       |                                         |
| 2001                                    | Vô địch                                 | 7                                       | 4                                       | 3                                       | 0                                       | 18                                      | 5                                       |                                         |
| 2003                                    | Á quân                                  | 7                                       | 5                                       | 1                                       | 1                                       | 15                                      | 4                                       |                                         |
| 2005                                    | Vô địch                                 | 7                                       | 5                                       | 1                                       | 1                                       | 27                                      | 11                                      |                                         |
| 2007                                    | Vô địch                                 | 9                                       | 6                                       | 1                                       | 2                                       | 29                                      | 11                                      |                                         |
| 2009                                    | Vô địch                                 | 5                                       | 3                                       | 1                                       | 1                                       | 12                                      | 4                                       |                                         |
| 2011                                    | Vô địch                                 | 9                                       | 7                                       | 1                                       | 1                                       | 22                                      | 11                                      |                                         |
| 2013                                    | Hạng ba                                 | 9                                       | 5                                       | 4                                       | 0                                       | 14                                      | 6                                       |                                         |
| 2015                                    | Vô địch                                 | 9                                       | 5                                       | 1                                       | 3                                       | 18                                      | 14                                      |                                         |
| 2017                                    | Vô địch                                 | 9                                       | 7                                       | 2                                       | 0                                       | 24                                      | 3                                       |                                         |
| 2019                                    | Vòng bảng                               | 4                                       | 2                                       | 1                                       | 1                                       | 7                                       | 8                                       |                                         |
| 2023                                    | Vô địch                                 | 9                                       | 7                                       | 2                                       | 0                                       | 24                                      | 10                                      |                                         |
| Tổng số                                 | 19/19                                   | 140                                     | 95                                      | 30                                      | 15                                      | 342                                     | 132                                     |                                         |

*Bốc thăm bao gồm các trận đấu vòng đấu loại trực tiếp được quyết định trên loạt đá phạt đền.

## Đội hình hiện tại
Các cầu thủ Brasil được gọi tên đến Giải vô địch bóng đá U-17 thế giới 2017
Huấn luyện viên trưởng:  Carlos Amadeu
| 1  | TM | Gabriel Brazão | 5 tháng 10, 2000  | Cruzeiro            |  |  |
| 12 | TM | Lucão          | 26 tháng 2, 2001  | Vasco da Gama       |  |  |
| 21 | TM | Yuri Sena      | 3 tháng 1, 2001   | Vitória             |  |  |
|    |    |                |                   |                     |  |  |
| 2  | HV | Wesley         | 13 tháng 3, 2000  | Flamengo            |  |  |
| 3  | HV | Vitão          | 2 tháng 2, 2000   | Palmeiras           |  |  |
| 4  | HV | Lucas Halter   | 2 tháng 5, 2000   | Atlético Paranaense |  |  |
| 6  | HV | Weverson       | 5 tháng 7, 2000   | São Paulo           |  |  |
| 13 | HV | Matheus Stockl | 14 tháng 3, 2000  | Atlético Mineiro    |  |  |
| 14 | HV | Rodrigo Guth   | 10 tháng 11, 2000 | Coritiba            |  |  |
| 15 | HV | Luan Cândido   | 2 tháng 2, 2001   | Palmeiras           |  |  |
|    |    |                |                   |                     |  |  |
| 5  | TV | Victor Bobsin  | 12 tháng 1, 2000  | Grêmio              |  |  |
| 8  | TV | Marcos Antônio | 13 tháng 6, 2000  | Atlético Paranaense |  |  |
| 10 | TV | Alan           | 8 tháng 3, 2000   | Palmeiras           |  |  |
| 16 | TV | Victor Yan     | 9 tháng 4, 2001   | Santos              |  |  |
| 17 | TV | Rodrigo Nestor | 9 tháng 8, 2000   | São Paulo           |  |  |
| 18 | TV | Vitinho        | 4 tháng 1, 2000   | Corinthians         |  |  |
|    |    |                |                   |                     |  |  |
| 7  | TĐ | Paulinho       | 15 tháng 7, 2000  | Vasco da Gama       |  |  |
| 9  | TĐ | Lincoln        | 16 tháng 12, 2000 | Flamengo            |  |  |
| 11 | TĐ | Vinícius Jr.   | 12 tháng 7, 2000  | Flamengo            |  |  |
| 19 | TĐ | Yuri Alberto   | 18 tháng 3, 2001  | Santos              |  |  |
| 20 | TĐ | Brenner        | 16 tháng 1, 2000  | São Paulo           |  |  |

### Gọi tên gần đây
| 0#0 | Vị trí | Cầu thủ              | Ngày sinh và tuổi | Câu lạc bộ         |
| --- | ------ | -------------------- | ----------------- | ------------------ |
| -   | TM     | Arthur Gazze         | -                 | São Paulo          |
| -   | TM     | Lucas Sulzbach       | -                 | Avaí               |
| -   | TM     | André Luis           | -                 | Botafogo           |
| -   | HV     | Patrick              | -                 | Palmeiras          |
| -   | HV     | Matheus Miranda      | -                 | Vasco              |
| -   | HV     | Geovani              | -                 | Palmeiras          |
| -   | HV     | Edu                  | -                 | Cruzeiro           |
| -   | HV     | Kazu                 | -                 | Coritiba           |
| -   | HV     | Kevin Kesley         | -                 | Audax São Paulo    |
| -   | HV     | Lucas Oliveira       | -                 | Palmeiras          |
| -   | HV     | Caio Lopes           | -                 | Vasco              |
| -   | HV     | Hélio Junior         | -                 | Atlético Mineiro   |
| -   | TV     | Emanuel Vignato      | -                 | ChievoVerona       |
| -   | TV     | Marco Antônio Coelho | -                 | Cruzeiro           |
| -   | TV     | Gustavo Enrique      | -                 | Atlético de Madrid |
| -   | TV     | Antony               | -                 | São Paulo          |
| -   | TV     | Lucas de Vega        | -                 | FC Barcelona       |
| -   | TV     | Helio Junio          | -                 | São Paulo          |
| -   | TV     | Rodrygo              | -                 | Santos             |
| -   | TĐ     | Alerrandro           | -                 | Atlético Mineiro   |
| -   | TĐ     | Leonardo Chú         | -                 | Grêmio             |
| -   | TĐ     | Leandro Spadacio     | -                 | Fluminense         |